# ART POSITION

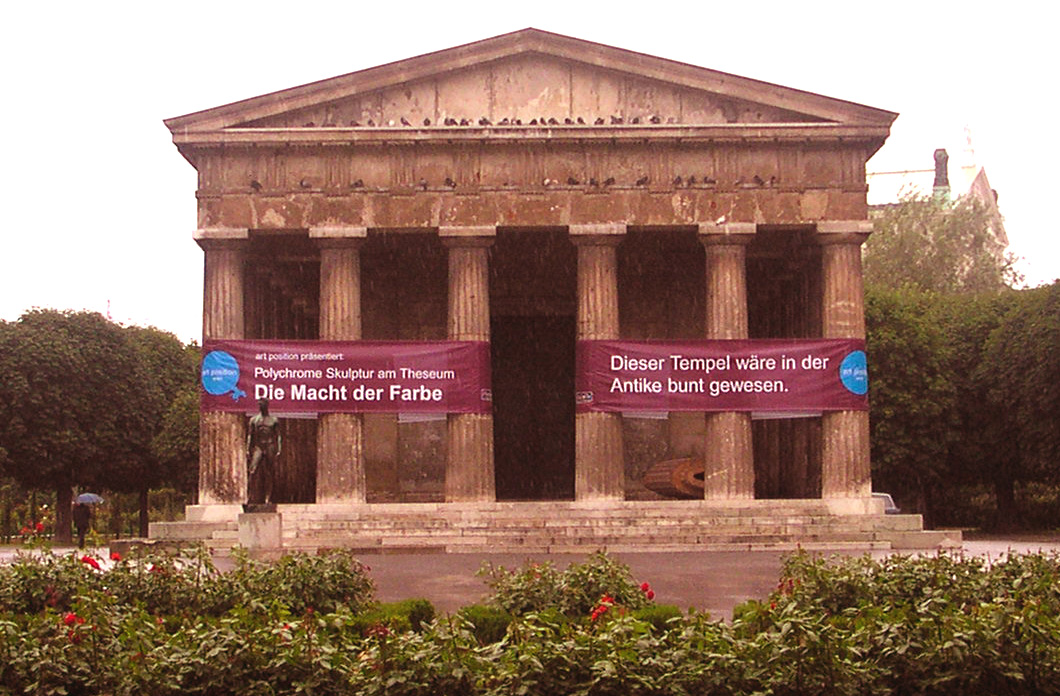
Ausstellung im Wiener Theseus-Tempel

Die ART POSITION wurde 2001 in Wien gegründet und war in den Jahren 2001 bis 2005 eine jährliche Ausstellung. Mit ihren mehr als 70 Künstlern und 250 Exponaten galt sie als damals größte Überblicksausstellung junger Kunst in Österreich. Unterstützt wurde das Projekt auch von der Stadt Wien und dem Bezirk Ottakring. Alljährlich besuchten den ART POSITION-Jahresüberblick zur Jungen Kunst in Wien mehrere tausend Kunstinteressierte. Die jedes Jahr erschienene zugehörige Publikation mit Künstlerlisten Almanach zur Jungen Kunst in Wien stellt eine kunsthistorisch wichtige Quelle dar und liegt in zahlreichen kunsthistorischen Instituten und Bibliotheken auf.
Die vertretenen Künstler nahmen bei der ART POSITION in der Regel mit mehreren Kunstwerken teil. Gezeigt wurden in dieser Zeit vornehmlich neu produzierte Kunstwerke des 21. Jahrhunderts. Die Konzentration lag auf der regionalen Kunstproduktion, eingeladen wurden Künstler, die in Wien lebten oder arbeiteten. Hinzu gestellt wurden Gastkünstler aus anderen Kunstmetropolen wie z. B. aus New York oder Amsterdam. Stets ging es um die künstlerische Einzelposition. Es war nie eine zusammenhängende, kohärente Ausstellung, in der alle künstlerischen Arbeiten thematisch oder stilistisch miteinander in Verbindung stehen. Unterschiede und Ähnlichkeiten in den Einzelpositionen, die alle in ähnlicher Zeit entstanden sind, wurden in dieser Schau ebenso sichtbar wie besonders Positionen und Talente.
Neben Annuale, die in der Wiener Ottakringer Brauerei stattfand, organisierte die ART POSITION auch temporäre Satellitenausstellungen mit in die Tiefe gehenden Auszügen aus der Annuale wie z. B. im Theseus-Tempel des Kunsthistorischen Museums in Wien oder in der Sammlung Essl. Für die ständige Repräsentation und Unterstützung der Jungen Kunst gab es als permanentes Element auch die art position Galerie.
Die markenrechtlich geschützte ART POSITION wurde vom Kunsthistoriker und Kunstmanager Kolja Kramer gegründet, kuratiert und geleitet, der in der Folge im Jahre 2005 das Museum of Young Art (MOYA) gründete – weltweit das damals erste Museum für Junge Kunst des 21. Jahrhunderts, das seinen Geschäftsbetrieb aufgrund von Zahlungsschwierigkeiten einstellte und 2015 in Konkurs ging. Ab 2005 wurde die art position nicht mehr betrieben.